# Neşat Gülünoğlu
Neşat Gülünoğlu (Herne, 4 gennaio 1979) è un ex calciatore tedesco naturalizzato turco, di ruolo attaccante.

## Carriera

### Club
Ha iniziato la sua carriera professionistica nel Bochum. Ha esordito in Bundesliga l'11 marzo 1997, lanciato dall'allora tecnico Klaus Toppmöller, nella partita contro il Karlsruher. Gülünoğlu è sceso in campo, da titolare, nella sfida contro il Werder Brema, in cui ha realizzato una rete, nella vittoria per 3-2 del Bochum. È così entrato stabilmente in prima squadra.
Nella stagione successiva ha debuttato anche in Coppa UEFA, trovando invece poco spazio in campionato: l'unica rete è arrivata nella sfida contro il Bayern Monaco. Il campionato 1998-1999 è l'ultimo con la maglia del Bochum: a gennaio 1999, infatti, si è accordato con la Roma, con cui ha firmato un contratto quinquennale. A Roma il tecnico Fabio Capello lo ha messo fuori rosa così, a dicembre 1999, ha rescisso consensualmente il contratto con i giallorossi.
È tornato quindi in Germania, nei campionati inferiori: è rimasto per pochi mesi al Siegen. Si è poi trasferito al Waldhof Mannheim, dove ha trovato poco spazio. Ha così firmato per il Westfalia Herne, che gli ha garantito maggiori possibilità di scendere in campo. Al termine del campionato ha lasciato nuovamente la Germania per approdare nella sua terra d'origine, in Turchia, con la maglia del Kocaelispor, dove è rimasto per due stagioni. Il campionato 2002-2003 ha segnato la retrocessione per la sua squadra, terza volta nella sua storia. È così ritornato in Germania, allo Yurdumspor.
Nel 2005 ha terminato la carriera professionistica con l'Hagen, frenato da diversi infortuni.
Ha concluso definitivamente con il calcio giocato militando per diverse stagioni nei dilettanti del TSK Herne ricoprendo il doppio ruolo di giocatore-allenatore.